# Бердсай (Індіана)
Бердсай (англ. Birdseye) — місто (англ. town) в США, в окрузі Дюбойс штату Індіана. Населення — 417 осіб (2020).

## Географія
Бердсай розташований за координатами 38°18′40″ пн. ш. 86°41′50″ зх. д. / 38.31111° пн. ш. 86.69722° зх. д. (38.311005, -86.697118).  За даними Бюро перепису населення США в 2010 році місто мало площу 1,65 км², з яких 1,65 км² — суходіл та 0,00 км² — водойми.

## Демографія
Згідно з переписом 2010 року, у місті мешкало 416 осіб у 173 домогосподарствах у складі 110 родин. Густота населення становила 252 особи/км².  Було 199 помешкань (121/км²).
Расовий склад населення:
| - 98,8 % — білих - 0,5 % — чорних або афроамериканців |

До двох чи більше рас належало 0,7 %. Частка іспаномовних становила 0,5 % від усіх жителів.
За віковим діапазоном населення розподілялося таким чином: 26,9 % — особи молодші 18 років, 58,2 % — особи у віці 18—64 років, 14,9 % — особи у віці 65 років та старші. Медіана віку мешканця становила 38,0 року. На 100 осіб жіночої статі у місті припадало 88,2 чоловіків;  на 100 жінок у віці від 18 років та старших — 86,5 чоловіків також старших 18 років.
Середній дохід на одне домашнє господарство  становив 41 757 доларів США (медіана — 31 563), а середній дохід на одну сім'ю — 53 085 доларів (медіана — 43 750). За межею бідності перебувало 17,0 % осіб, у тому числі 30,6 % дітей у віці до 18 років та 11,4 % осіб у віці 65 років та старших.
Цивільне працевлаштоване населення становило 170 осіб. Основні галузі зайнятості: виробництво — 36,5 %, освіта, охорона здоров'я та соціальна допомога — 17,1 %, роздрібна торгівля — 15,3 %.